# Epístola aos Colossenses
Epístola aos Colossenses, Carta de Paulo aos Colossenses, ou abreviadamente Colossenses são alguns dos nomes pelos quais é conhecida a epístola atribuída ao apóstolo Paulo, redigida aos cristãos da Igreja situada em Colossas, uma cidade frígia da Ásia Menor, aproximadamente no ano 60 d.C., durante a sua prisão em Roma.

## Autoria
No texto da epístola, há a afirmação de que a escrita foi feita por Paulo e Timóteo, mas a autoria começou a ser questionada de forma durante o século XIX. A autoria paulina foi defendida por muitos dos teólogos proeminentes da igreja primitiva, como Irineu, Clemente de Alexandria, Tertuliano, Orígenes de Alexandria e Eusébio.
No entanto, a crítica acadêmica contesta essa reivindicação. Um dos fundamentos é que a linguagem da epístola não parece corresponder à de Paulo, com 48 palavras aparecendo em Colossenses que não são encontradas em nenhum outro lugar de seus escritos e 33 das quais não ocorrem em nenhum outro lugar do Novo Testamento. Um segundo fundamento é que a epístola apresenta um forte uso de um estilo que não aparece em nenhum outro lugar na obra de Paulo. Um terceiro é que os temas da epístola relacionados a Cristo, escatologia e a igreja parecem não ter paralelo nas obras indiscutíveis de Paulo.

## Datação
Se o texto foi escrito por Paulo, ele poderia ter sido escrito em Roma durante sua primeira prisão. Paulo provavelmente teria composto a carta aproximadamente na mesma época em que escreveu Filémon e Efésios, pois as três cartas foram enviadas com Tíquico e Onésimo. Uma data de 62 d.C. assume que a prisão à qual Paulo se refere é a sua prisão em Roma que seguiu sua viagem para Roma.
Outros estudiosos sugeriram que foi escrito a partir de Cesareia ou Éfeso.
Se a carta não for considerada uma parte autêntica do corpus paulinum, então pode ter sido datada do final do século I, possivelmente tão tarde quanto 90 d.C.

## Conteúdo
O conteúdo desta epístola aborda a supremacia e a plena suficiência de Cristo. Alguns dos assuntos de maior relevância tratados na carta seriam:
1. A pessoa e obra de Cristo (Colossenses 1:15-23);
2. Advertências acerca das heresias e falsas doutrinas (Colossenses 2:8-23);
3. A união do cristão com Cristo (Colossenses 3:1-4).